# Thin Lizzy (album)
Albums de Thin Lizzy
Shades of a Blue Orphanage
(1972)
Thin Lizzy est le premier album studio du groupe Thin Lizzy sorti en 1971.

## Liste des titres
| No  | Titre                                  | Auteur                    | Durée |
| --- | -------------------------------------- | ------------------------- | ----- |
| 1.  | The Friendly Ranger at Clontarf Castle | Phil Lynott, Eric Bell    | 3:01  |
| 2.  | Honesty Is No Excuse                   | Phil Lynott               | 3:40  |
| 3.  | Diddy Levine                           | Phil Lynott               | 7:04  |
| 4.  | Ray-Gun                                | Eric Bell                 | 3:05  |
| 5.  | Look What the Wind Blew In             | Phil Lynott               | 3:23  |
| 6.  | Eire                                   | Phil Lynott               | 2:07  |
| 7.  | Return of the Farmer's Son             | Phil Lynott, Brian Downey | 4:14  |
| 8.  | Clifton Grange Hotel                   | Phil Lynott               | 2:26  |
| 9.  | Saga of the Ageing Orphan              | Phil Lynott               | 3:40  |
| 10. | Remembering                            | Phil Lynott               | 5:59  |

## Composition du groupe
- Phil Lynott – chants, basse, guitare acoustique
- Eric Bell – guitare solo, guitare à douze cordes
- Brian Downey – batterie, percussions